# La liga de la ciencia
La liga de la ciencia es un programa de televisión argentino de divulgación científica, ⁣ emitido por la Televisión Pública Argentina y producido por El Oso Producciones. Es conducido por los científicos María Eugenia López y Andrés Rieznik. Recibió el premio Martín Fierro en 2019 como mejor programa Cultural/Educativo.

## Integrantes
Conducen el programa María Eugenia López y Andrés Rieznik, científicos en actividad. Representan a una generación de divulgadores que se valen de la web y las redes sociales para transmitir su mensaje de divulgación científica.
María Eugenia López es bióloga, máster en neurociencia y educación, divulgadora del Centro Cultural de la Ciencia, protagonista del programa televisivo Ciencia a la carta] (enlace roto disponible en Internet Archive; véase el historial, la primera versión y la última). y parte del personal de Expedición Ciencia. Andrés Rieznik, por su parte, es físico, investigador del CONICET, autor de libros como Neuromagia, Atletismo Mental y Retos Asombrosos; realiza shows de matemagia y de stand up científico.
El programa cuenta con un diverso equipo de columnistas, que incluyen a Valeria Edelsztein, Mariano Ribas, Cindy Fernández, Pedro Bekinschtein, Sergio Wischñevsky, lonatan Pérez, Cecilia Apaldetti y Consuelo López, quienes exploran diferentes áreas de la ciencia.
La dirección es de Claudio Martinez. La producción es de Paola Campodonico, Elizabeth Alegre y Alejandro Burlaka.

## Premios
El domingo 9 de junio de 2019, el ciclo de divulgación científica Liga de la Ciencia fue galardonado en la 49.º entrega de los Premios Martín Fierro como el mejor Programa Cultural/Educativo de 2018. Recibió la estatuilla de Oro en la 25.ª edición de los premios Fund TV (2019), además del premio a mejor ciclo de Ciencia, Naturaleza y Ambiente en esa misma ocasión. Este premio se otorga a quienes hayan realizado programas que se destacaron por su aporte a la sociedad.